# Orgel des Domes zu Halberstadt

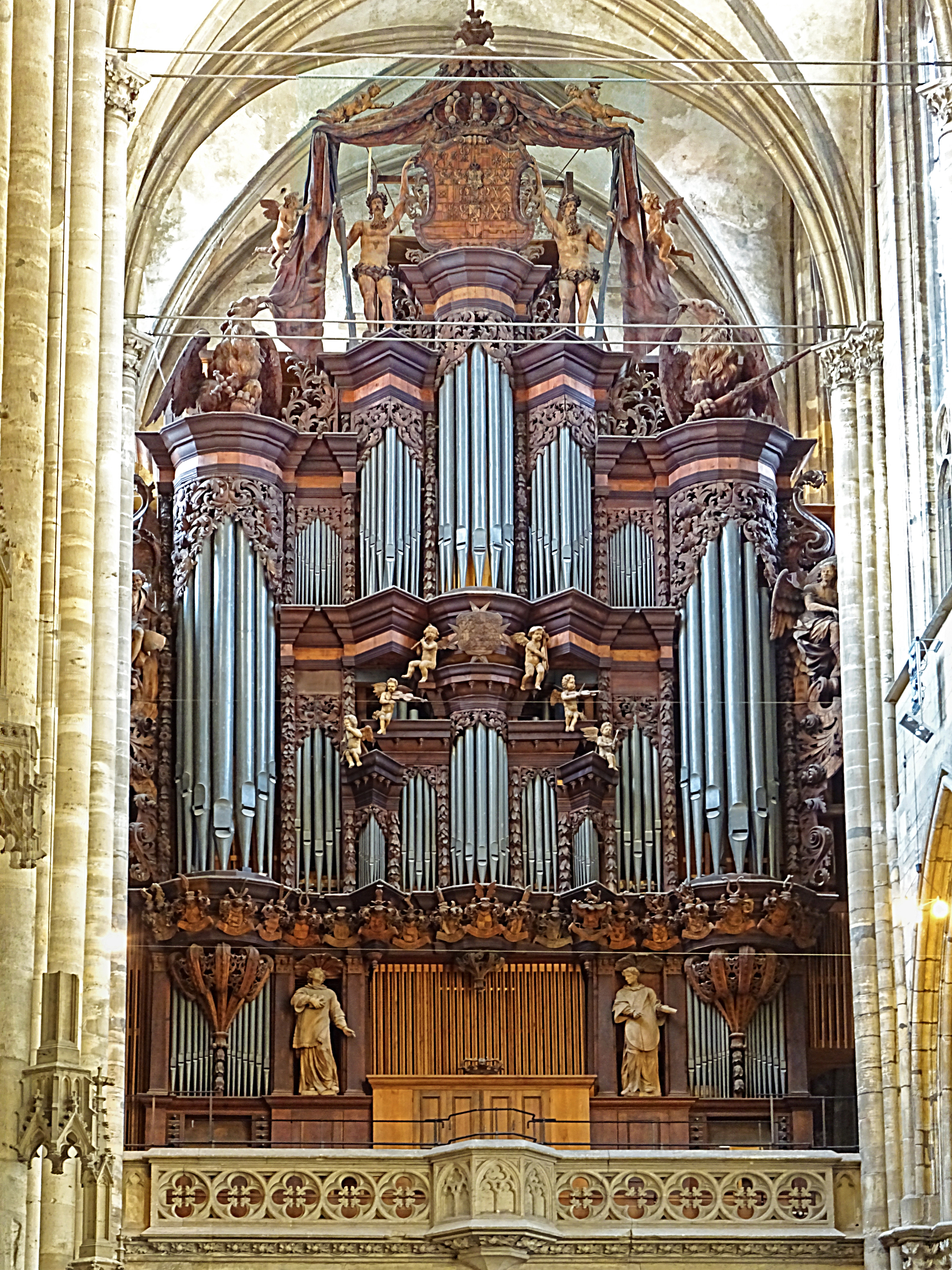
Domorgel im Barockgehäuse von 1718

Die Hauptorgel des Domes zu Halberstadt hat eine Geschichte, die bis um das Jahr 1000 zurückreicht. Aufgrund der ausführlichen Beschreibung und den Abbildungen bei Michael Praetorius ist die spätgotische Orgel von 1495 für die Musikwissenschaft von besonderer Bedeutung. Sie wurde im Laufe der Jahrhunderte mehrfach ersetzt.
Die heutige große Domorgel wurde 1965 von Orgelbauwerkstatt Eule erbaut. Sie verfügt über 66 Register auf vier Manualen und Pedal. 
Weiterhin steht eine zweimanualige Orgel mit 22 Registern von 2001/2002 von Reinhard Hüfken in der Winterkirche des Domes.

## Baugeschichte
Die erste bekannte Orgel der Bischofskirche wurde bereits um das Jahr 1000 erbaut und beim Dombrand im Jahr 1060 zerstört. Ein neues Instrument wurde in den Jahren 1357(?)–1361 von Nicolaus Faber ohne Pedal erbaut. Das Pedal wurde im Rahmen einer Umsetzung auf die Südempore und einer Überholung durch Gregor Kleng im Jahre 1495 hinzugefügt oder erneuert, und auch die drei vorhandenen Klaviaturen wurden erweitert. Sie war zu diesem Zeitpunkt wohl die größte europäische Blockwerkorgel. Michael Praetorius beschreibt die Orgel in seinem Syntagma musicum II (1619).

### Gotische Orgel von 1361/1495
| Oberes Diskantklavier H1–g0a0 |    |
| Blockwerk XXXII–LVI           | 8′ |

| Unteres Diskantklavier H1–g0a0 |     |
| Prinzipal                      | 16′ |

| Bassklavier H1–AH |     |
| Prinzipal         | 32′ |

| Pedal H1–AH        |     |
| Blockwerk XVI–XXIV | 16′ |

Praetorius gibt die Länge der größten Pfeife (Prinzipal 32′ auf der Taste H1) mit 31′ an. Bezogen auf die heutige Normalstimmung mit a1 = 440 Hz ließ diese Pfeife etwa den Ton Subkontra-Cis erklingen. Damit lag die absolute Stimmung der Orgel etwa anderthalb Halbtöne über der heutigen Normalstimmung.
Die Angaben bei Praetorius werden dadurch erschwert, dass er zwischen den Zuständen von 1361 und 1495 nicht unterscheidet, dass sie zu den Klaviaturumfängen widersprüchlich sind und zu den Abbildungen nicht passen, dass von Druckfehlern im Text auszugehen ist.
Hans Klotz errechnete, von Maß Braunschweiger Fuß ausgehend, eine Länge von 8,91 m (ohne Stiefel) und einen Durchmesser von 31,5 cm für diese Pfeife. Klotz hält den von ihr erzeugten Ton als, von a1 = 440 Hz ausgehend, zwischen Cis und D liegend. Die Halberstädter Orgel war demnach die erste, die Töne am unteren Ende des vom Menschen hörbaren Frequenzbereichs erzeugte. Ihr Klang wird der Überlieferung nach so geschildert: ‘‘Dieses Pedal Clavir hat ... wegen der grösse der praestanten ... ein solch tieffes grobes brausen und grewliches grümmeln....‘‘

#### Technik und Erläuterungen

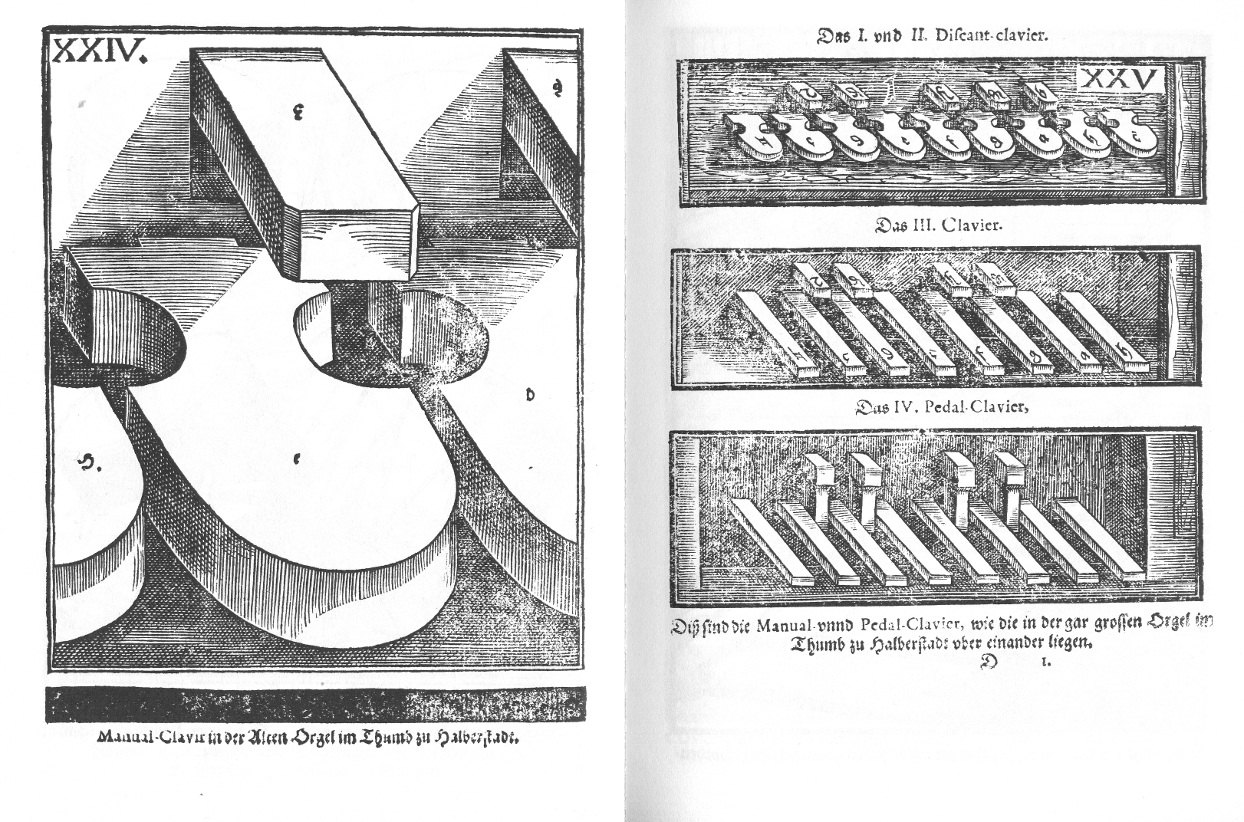
Klaviere der Orgel, Abbildung bei Praetorius – die Untertasten im Diskantklavier sind ca. 6 cm breit.

Die oben angegebene Disposition ist, da das Instrument nicht mehr existiert, mit entsprechenden Unsicherheiten behaftet. So ist es möglich, dass die beiden einzeln spielbaren Prinzipale mehrere Pfeifenreihen im Einklang, in der Oktave und der Superoktave enthielten. Die Orgel verfügte nicht über Register im heutigen Sinn. Jedes Werk stand auf einer eigenen, ungeteilten Windlade.
Die Untertasten der beiden Diskantklaviere können ursprünglich Zugtasten für Tonschleifen gewesen sein, wie es die Abbildung bei Praetorius nahelegt. Deren Obertasten und die Tasten der anderen Klaviaturen hingegen müssen von vorneherein Drucktasten gewesen sein. Das Bassklavier wurde laut Praetorius mit den Händen oder mit den Knien gespielt. Es setzte das Untere Diskantklavier in der Tiefe fort, das vermutlich für leisere Stücke und der Gesangsbegleitung diente. Für die beiden Blockwerke nimmt Praetorius die folgenden Besetzungen mit entsprechenden progressiven Verstärkungen vor allem in den höheren Lagen an:
- Oberes Diskantklavier: 8′ + 4′ + 2 2⁄3′ + 2′ + 1 1⁄3′ + 1′ + 1⁄2′

- Pedal: 16′ + 8′ + 5 1⁄3′ + 4′ + ...

Die Orgel besaß 20 Bälge, von denen jeweils zwei von einem Kalkanten getreten wurden.

### 16.–19. Jahrhundert
Der Orgelbauer David Beck baute um 1590 eine zweite Orgel auf der Westempore, die über zwei Manuale und Pedal verfügte. Vermutlich war die gotische Orgel zu diesem Zeitpunkt nicht mehr spielbar; um 1680 galt sie als defekt. Im Jahre 1685 ist eine Renovation der alten Orgel bezeugt, danach verliert sich ihre Spur. Im Jahr 1717 erfolgte die Umsetzung der Beck-Orgel in die Andreas-Kirche des Franziskanerklosters Halberstadt. Ernst Röver baute 1913 ein neues Orgelwerk hinter dem barocken Prospekt, die Orgel mit dem Beck-Prospekt wurde mitsamt der Klosterkirche am 8. April 1945 zerstört.
Heinrich Herbst (Magdeburg) baute 1718 mit seinem Sohn Heinrich Gottfried eine neue dreimanualige Orgel, deren barocker Orgelprospekt noch erhalten ist. Das Werk hatte 66 Register mit drei Spielanlagen für das Hauptwerk und zwei Seitenwerke. Eines der Seitenwerke war für das Continuospiel im niedrigeren Kammerton gestimmt, das andere im Chorton. Die Prospektgestaltung nahm auf eine Fensterrosette in der Westfassade Rücksicht, indem ein Tunnel für den Lichteinfall durch dieses Fenster ins Langhaus in den Prospekt eingearbeitet wurde. Die Orgel gehörte damit zu den größten in Deutschland und kostete 12.000 Taler. Umbauten 1837/1838 durch Johann Friedrich Schulze und 1861 durch Carl August Buchholz und seinen Sohn Carl Friedrich Buchholz führten zu einem symphonisch-romantisch klingenden Instrument. Verbunden mit dem Einbau einer neogotischen Steinempore 1866 wurde der Prospekt nach oben versetzt und nach vorn ausgedehnt, wodurch der Lichteinfall durch den Tunnel abnahm.

### Neubau 1901 durch Röver
40 Jahre nach eingreifenden Umgestaltung durch Buchholz führte Ernst Röver (Hausneindorf) 1901 einen kompletten Neubau mit pneumatischen Kastenladen durch. Nach einem Umbau durch Ernst Palandt & Wilhelm Sohnle (beide Halberstadt) im Jahr 1942 wies die Orgel folgende Disposition mit 63 Registern auf:
| I Manual C–    |        |
| Prinzipal      | 16'    |
| Bordun         | 16′    |
| Prinzipal      | 08′    |
| Rohrgedackt0   | 08′    |
| Quintade       | 08′    |
| Gambe          | 08′    |
| Quintflöte     | 5 1⁄3′ |
| Oktave         | 04′    |
| Querflöte      | 04′    |
| Quinte         | 2 ⁄3′  |
| Oktave         | 02′    |
| Waldflöte      | 02′    |
| Hintersatz VI  |        |
| Mixtur VI–VIII |        |
| Trompete       | 16′    |
| Trompete       | 08′    |

| II Manual C–   |        |
| Quintade       | 16′    |
| Prinzipal      | 08′    |
| Holzflöte      | 08′    |
| Gedackt        | 08′    |
| Streichflöte   | 08′    |
| Oktave         | 04′    |
| Rohrflöte      | 04′    |
| Nasat          | 2 ⁄3′  |
| Oktave         | 02′    |
| Klein Gedackt0 | 02′    |
| Terz           | 1 3⁄5′ |
| Sifflöte       | 01′    |
| Scharff IV     |        |
| Trompete       | 08′    |
| Krummhorn      | 08′    |
| Trompete       | 04′    |

| III Schwellwerk C– |       |
| Flauto Amabile     | 08′   |
| Gedackt            | 08′   |
| Salizional         | 08′   |
| Prinzipal          | 04′   |
| Nachthorn          | 04′   |
| Geigenschwebung0   | 04′   |
| Schwiegel          | 02′   |
| Spillflöte         | 02′   |
| Spitzquinte        | 1 ⁄3′ |
| Sesquialter II     |       |
| Quintzimbel III    |       |
| Rankett            | 16′   |
| Vox Humana         | 08′   |
| Tremulant          |       |

| Pedal C–         |     |
| Untersatz        | 32′ |
| Prinzipalbaß     | 16′ |
| Subbaß           | 16′ |
| Salizetbaß       | 16′ |
| Oktavbaß         | 08′ |
| Gedacktbaß       | 08′ |
| Cello            | 08′ |
| Oktave           | 04′ |
| Gedackt          | 04′ |
| Nachthorn        | 02′ |
| Rauschpfeife IV0 |     |
| Mixtur V         |     |
| Posaune          | 32′ |
| Posaune          | 16′ |
| Dulzian          | 16′ |
| Trompete         | 08′ |
| Trompete         | 04′ |
| Singend Kornett  | 02′ |

- Koppeln: II/I, III/I, III/II, I/P, II/P, III/P, Superoktavkoppel I/I, Suboktavkoppel II/I

Die Orgel wurde 1945 zwar von direkten Schäden durch Bombentreffer verschont, jedoch durch die in den zerbombten Dom eindringende Feuchtigkeit stark geschädigt.

### Neubau 1965 durch Eule
Die jetzige Orgel wurde 1962–1965 von Eule erbaut und 1985 überarbeitet. Der Prospekt von Herbst sowie mehrere Register (Principal 16′ des HW und einige Pedalregister), Prospektpfeifen sowie der Hauptbalg von Röver waren erhalten und wurden in den Neubau einbezogen. Jedoch wurde der Lichttunnel geschlossen, und auch die Freiräume beidseits des Prospektes sind seither zugebaut. Durch die Firma Reinhard Hüfken (Halberstadt) wurden zur klanglichen Verbesserung im Jahr 2000 Koppeln ergänzt, die Manualkoppeln elektrifiziert und eine Setzeranlage eingebaut.
Die Registerzüge der beiden Seitenspieltische sind bis heute erhalten.
Ehrgeizige Pläne sehen einen weitgehenden Neubau eines Orgelwerks mit etwa 80 Registern hinter dem inzwischen restaurations- und reparaturbedürftigen Herbst-Prospekt vor. Das Werk von Eule, mit Nachkriegsmaterial gebaut, gilt inzwischen als mangelhaft. Dabei soll der Prospekt so rück-positioniert werden, dass das Tageslicht wieder wie 1718 ins Innere fällt. Die beiden Seitenspieltische sollen wieder eine Funktion bekommen, indem sie je ein kleines Orgelwerk mit je 8 Registern (eines im Chor- und eines im Kammerton) anspielen. Die Kosten für das ganze Projekt wurden 2022 mit knapp 5 Millionen Euro veranschlagt.

## Disposition seit 1965
| I Hauptwerk C–g3 |                       |        |
| 01.              | Principal             | 16′    |
| 02.              | Octave                | 08′    |
| 03.              | Rohrpommer            | 08′    |
| 04.              | Octave                | 04′    |
| 05.              | Spillflöte            | 04′    |
| 06.              | Waldflöte             | 02′    |
| 07.              | Terz                  | 1 3⁄5′ |
| 08.              | Großsesquialtera III0 |        |
| 09.              | Großmixtur V–VIII     |        |
| 10.              | Scharf IV–VI          |        |
| 11.              | Fagott                | 16′    |
| 12.              | Trompete              | 08′    |

| II Unterwerk C–g3 |                    |       |
| 13.               | Quintatön          | 16′   |
| 14.               | Principal          | 08′   |
| 15.               | Holzflöte          | 08′   |
| 16.               | Spitzgambe         | 08′   |
| 17.               | Octave             | 04′   |
| 18.               | Rohrflöte          | 04′   |
| 19.               | Nasard             | 2 ⁄3′ |
| 20.               | Octave             | 02′   |
| 21.               | Nachthorn          | 02′   |
| 22.               | Schwiegel          | 01′   |
| 23.               | Kornett II–IV      |       |
| 24.               | Kleinmixtur IV–VI0 |       |
| 25.               | Krummhorn          | 08′   |
| 26.               | Clairon            | 04′   |
|                   | Tremulant          |       |

| III Schwellwerk C–g3 |                  |       |
| 27.                  | Principal        | 08′   |
| 28.                  | Weitgedackt      | 08′   |
| 29.                  | Weitprincipal    | 04′   |
| 30.                  | Quintade         | 04′   |
| 31.                  | Flachflöte       | 02′   |
| 32.                  | Scharfquinte     | 1 ⁄3′ |
| 33.                  | Sesquialtera II0 |       |
| 34.                  | Tonus fabri II   |       |
| 35.                  | Rauschwerk V     |       |
| 36.                  | Dulzian          | 16′   |
| 37.                  | Hautbois         | 08′   |
|                      | Tremulant        |       |

| IV Positiv C–g3 |               |    |
| 38.             | Quintade      | 8′ |
| 39.             | Spitzgedackt  | 8′ |
| 40.             | Blockflöte    | 4′ |
| 41.             | Principal     | 2′ |
| 42.             | Terzian II    |    |
| 43.             | Sept-Non II   |    |
| 44.             | Zimbel III    |    |
| 45.             | Trichterregal | 8′ |
| 46.             | Rohrschalmey0 | 4′ |
|                 | Tremulant     |    |
|                 | Glockenspiel  |    |

| Pedal C–f1 |                  |     |
| 47.        | Untersatz        | 32′ |
| 48.        | Principalbass    | 16′ |
| 49.        | Subbass          | 16′ |
| 50.        | Zartbass         | 16′ |
| 52.        | Octavbass        | 08′ |
| 53.        | Gedacktbass      | 08′ |
| 54.        | Octave           | 04′ |
| 55.        | Rohrflöte        | 04′ |
| 56.        | Dolkan           | 02′ |
| 57.        | Großzink III     |     |
| 58.        | Rauschwerk III   |     |
| 59.        | Choralmixtur IV0 |     |
| 60.        | Bombarde         | 32′ |
| 61.        | Posaune          | 16′ |
| 62.        | Dulzian          | 16′ |
| 63.        | Trompete         | 08′ |
| 64.        | Trompete         | 04′ |
| 65.        | Schalmey         | 02′ |

- Koppeln:
  - Normalkoppeln:  II/I, III/I, IV/I, III/II, IV/II, IV/III, III/IV
  - Suboktavkoppeln:  I/I, II/I, III/I, II/II, III/II, III/III, IV/III, IV/IV
  - Superoktavkoppeln:  I/I, II/I, III/I, II/II, III/II, III/III, IV/IV
- Spielhilfen: Zungenabsteller, Setzeranlage

## Technische Daten
- 66 Register
- 5184 Pfeifen
- Traktur:
  - Tontraktur: Mechanisch
  - Registertraktur: elektropneumatisch
  - Koppeln: elektrisch

## Winterkirchenorgeln

### Knauf-/Sohnle-Orgel
Nachdem die kohlegefeuerte Domheizung mitsamt der Kathedrale dem Bombenhagel des Zweiten Weltkriegs zum Opfer gefallen war, baute man die Heizung nicht wieder auf, sondern richtete den oberen Domkeller als Winterkirche her und weihte diese 1952 ein. 1971/72 baute der Halberstädter Orgelbauer Wilhelm Sohnle eine Orgel dafür. Zum Großteil bestand dieses Orgelwerk aus einer Knauf-Orgel von 1860 aus Winnigen, die Sohnle mit entsprechenden Neuteilen ergänzte und welchem er einen modernen Prospekt von Fritz Leweke vorsetzte. Trotz Bedenken von Orgelbaumeister Sohnle wurde die Orgel an einem akustisch sehr ungünstigem Platz an der Nordseite der Winterkirche, wo ihre Abstrahlung von einer Säule und dem den Prospekt teilweise verdeckendem Gewölbe gestört wurde, aufgestellt.

### Hüfken-Orgel

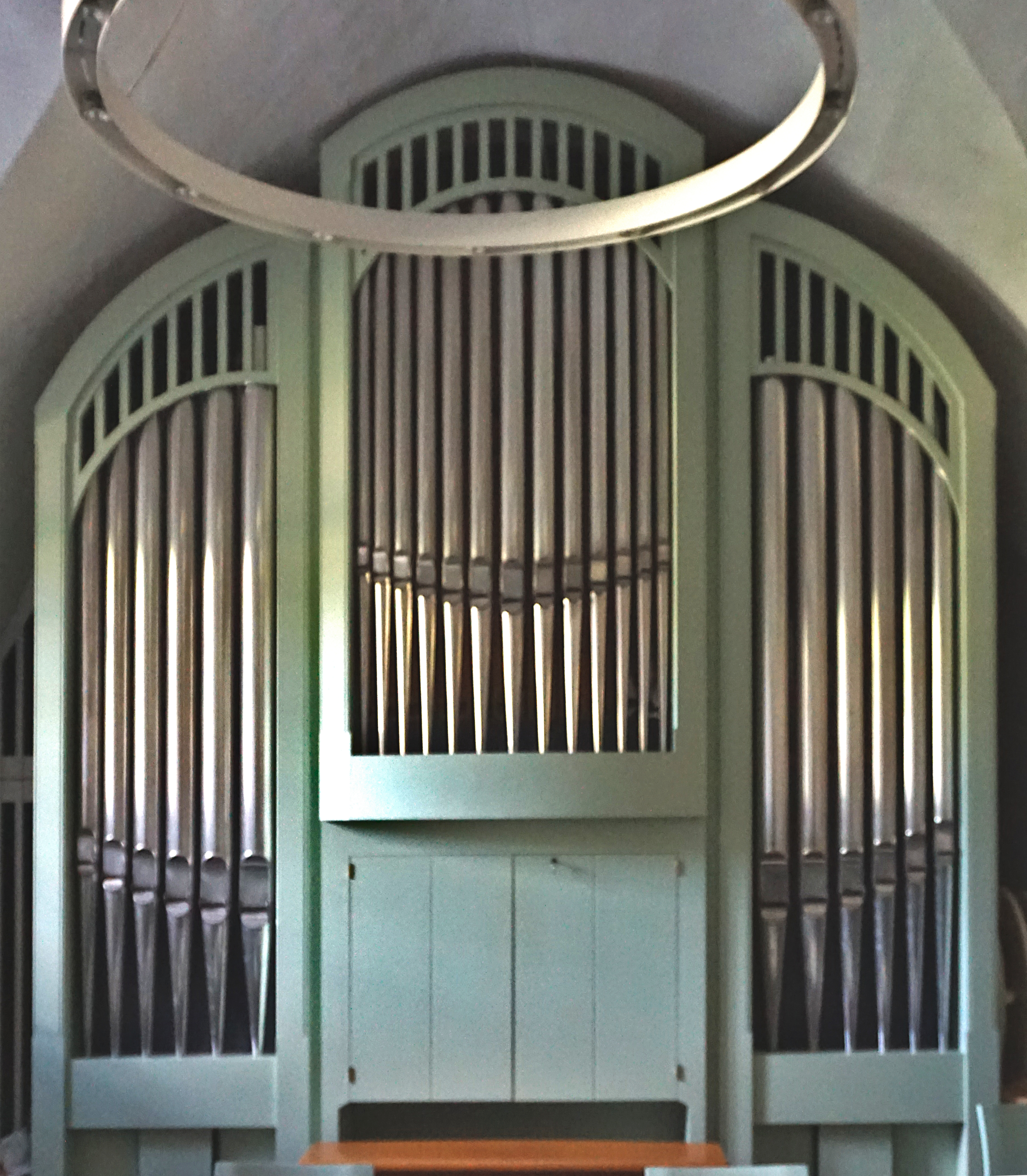
Hüfken-Orgel

Aufgrund ihres häufigen Gebrauchs als – auch im Winter nutzbare – Übungsorgel für die Schüler des Kirchenmusikalischen Seminars Halberstadt und der großteils über 100 Jahre alten Substanz war die Knauf-/Sohnle-Orgel bald verschlissen. 2001/2002 baute Reinhard Hüfken deshalb eine neue, zweimanualige Orgel mit 22 Registern. Hüfken übernahm hierbei drei Register (Subbass 16', Oktavbass 8', Gedackt 8') aus der Vorgängerorgel komplett sowie zwei Oktaven des Gedackt 4'. Mit dem weitgehenden Orgelneubau ging eine Umgestaltung der Kirche einher; die Hüfken-Orgel erhielt den bis dahin vom Altar eingenommenen Platz vor der Säule und kann frei abstrahlen.